# Paul Valentin Ngobo
Paul Valentin Ngobo (ur. 3 października 1970 w Owando) – kongijski polityk, od 2021 roku minister rolnictwa, hodowli i rybołówstwa.

## Życiorys
W 1991 roku został absolwentem Instytutu Zarządzania Uniwersytetu im. Mariena Ngouabiego, a w 2001 roku ukończył zarządzanie na Université Paris-Dauphine. W 2014 roku rozpoczął pracę jako nauczyciel akademicki, został profesorem na Université Paris-Dauphine. W 2021 roku zawiesił karierę naukową.

### Kariera polityczna
W maju 2021 roku został powołany w skład pierwszego rządu Anatole Collinet Makosso jako minister rolnictwa, hodowli i rybołówstwa. Po zmianach w rządzie, wszedł w skład drugiego rządu Makosso powołanego we wrześniu 2022 roku pozostając na swojej funkcji.

## Życie prywatne
Jest żonaty, wychowuje pięcioro dzieci.